# 何妙顺
何妙顺（?—?），明朝初年陕西农民领袖。
明太祖洪武二十九年（1396年）二月何妙顺和沔县（今陕西省勉县武侯镇）县衙书吏高福兴联合南麓云雾寺的羌族和尚田九成、阶州（今甘肃省陇南市武都区）人王金刚奴，以白莲教为号召组织群众，揭竿而起。洪武三十年（1397年）二月，恢复红巾军传统，田九成自称汉明皇帝，高福兴自称弥勒，王金刚奴、何妙顺为天王，年号龙凤（小明王韩林儿的年号）。继续宣传“弥勒降生、明王出世”。义军攻克阳平关，溯嘉陵江北上，攻克略阳县城，杀死知县吕昌。又北克文县、徽州（今甘肃省徽县）等地，诛杀徽州学正彦叙彬。明太祖派武定侯郭英、长兴侯耿炳文率军镇压，在宁羌州（今陕西省宁强县）俘虏高福兴。在马面山俘虏田九成。余部在王金刚奴领导下，至明成祖永乐七年（1409年）失败。